# Todirostrum viridanum
Todirostrum viridanum là một loài chim trong họ Tyrannidae.